# Landschaftsschutzgebiet Talsystem des Schlebornbachs

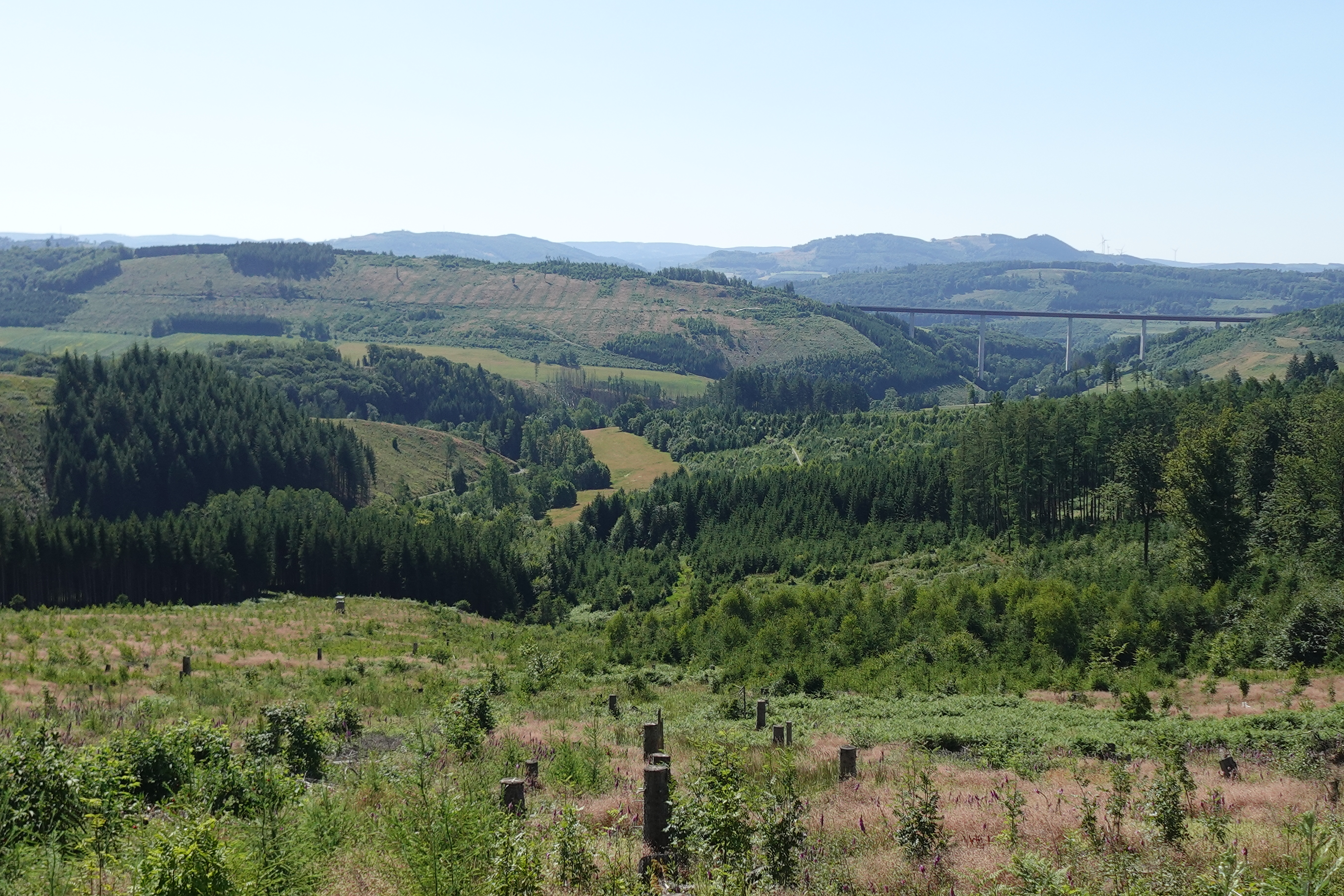
Nordfläche vom Landschaftsschutzgebiet Talsystem des Schlebornbach in Bildmitte

Das Landschaftsschutzgebiet Talsystem des Schlebornbachs mit 17,8 ha liegt nördlich von Nuttlar im Naturpark Arnsberger Wald und im Gemeindegebiet von Bestwig im Hochsauerlandkreis. Das Gebiet wurde 2008 mit dem Landschaftsplan Bestwig durch den Kreistag des Hochsauerlandkreises als Landschaftsschutzgebiet (LSG) ausgewiesen. Das LSG besteht aus vier Teilflächen. Laut Landschaftsplan ist der Schutzstatus im östlichen Bereich des LSG befristet und erlischt beim Bau der in der Karte des Landschaftsplanes dargestellten Trasse der A 46 bzw. Neubau der L 776.
Das LSG ist eines von 17 Landschaftsschutzgebieten in der Gemeinde Bestwig. In der Gemeinde gibt es ein Landschaftsschutzgebiet vom Typ A, zehn Landschaftsschutzgebiete vom Typ B und sechs Landschaftsschutzgebiete vom Typ C. Das Landschaftsschutzgebiet Talsystem des Schlebornbachs wurde als Landschaftsschutzgebiet vom Typ C, Wiesentäler und bedeutsames Extensivgrünland im Gemeindegebiet von Bestwig, ausgewiesen.

## Beschreibung
Im LSG befindet sich Flussbereiche des Schlebornbachs und Nebenbäche mit Flussaue.

## Schutzzweck
Die Ausweisung erfolgte zur Ergänzung der Naturschutzgebiets-Ausweisung in den Talauen von Bestwig um ein Offenlandbiotop-Verbundsystem zu schaffen, damit Tiere und Pflanzen Wanderungs- und Ausbreitungsmöglichkeiten behalten, und dem Erhalt der Vorkommen geschützter Vogelarten sowie dem Schutz artenreicher Pflanzengesellschaften.
Laut Landschaftsplan stellen die unverbauten Bäche wie die Schlebornbach und Nebenbäche herausragende Refugial- und Vernetzungsbiotope dar. Der Grünlanderhalt im LSG dient auch dem Grundwasser und Fließgewässerschutz, ferner dem Biotop- und Artenschutz.

## Rechtliche Vorschriften
Wie in den anderen Landschaftsschutzgebieten vom Typ C im Landschaftsplangebiet Bestwig besteht in diesem LSG ein Umwandlungsverbot von Grünland und Grünlandbrachen in Acker oder andere Nutzungsformen. Eine Erstaufforstung und eine Anlage von Weihnachtsbaumkulturen ist verboten. Eine maximal zweijährige Ackernutzung innerhalb von zwölf Jahren ist erlaubt, falls damit die Erneuerung der Grasnarbe vorbereitet wird. Dies gilt als erweiterter Pflegeumbruch. Beim erweiterten Pflegeumbruch muss ein Mindestabstand von fünf Metern vom Mittelwasserbett eingehalten werden.